# Sançan
 Sançan (en francès Sansan) és un municipi francès situat al departament del Gers i a la regió d'Occitània.

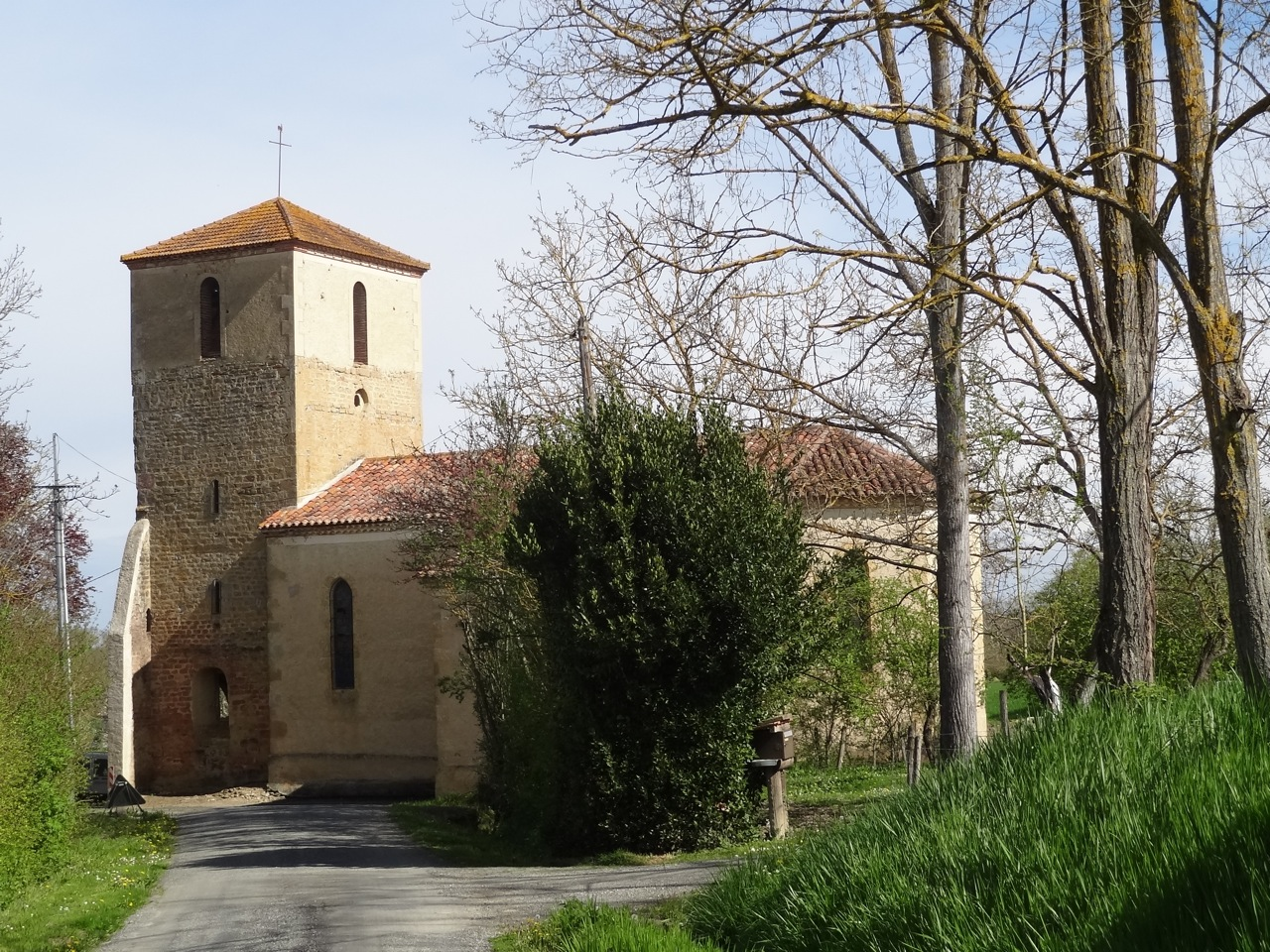

## Demografia
| 1962                                       | 1968 | 1975 | 1982 | 1990 | 1999 | 2006 |
| ------------------------------------------ | ---- | ---- | ---- | ---- | ---- | ---- |
| 87                                         | 90   | 81   | 98   | 108  | 89   | 92   |
| Des de 1962: població sense dobles comptes |      |      |      |      |      |      |

## Administració
| Període | Identitat         | Partit |
| ------- | ----------------- | ------ |
| 2001-   | Chantal Tachoires |        |